# Julio Gonzalvo
Julio Gonzalvo Falcón, plus connu comme Gonzalvo I, né le 11 avril 1917 à Gelsa (province de Saragosse, Espagne) et mort le 20 juillet 2003, est un footballeur espagnol des années 1940 qui jouait au poste d'attaquant. Ses frères José Gonzalvo (Gonzalvo II) et Mariano Gonzalvo (Gonzalvo III) étaient aussi footballeurs professionnels.

## Carrière
Julio Gonzalvo débute dans le championnat espagnol le 3 décembre 1939 avec le RCD Espanyol lors d'un match face au FC Barcelone (victoire 1 à 0). Avec l'Espanyol, il remporte le doublé championnat de Catalogne-Coupe d'Espagne en 1940.
En 1941, il rejoint le Real Saragosse avec son frère Mariano Gonzalvo. Ils contribuent à la promotion de Saragosse en D1 dès 1942. En 1943, Julio Gonzalvo signe avec le CE Sabadell où il joue avec son autre frère, José Gonzalvo.
En 1945, les trois frères se retrouvent ensemble au FC Barcelone, mais Julio ne s'entend pas bien avec l'entraîneur Josep Samitier et joue peu de matchs.  En 1946, Julio met un terme à sa carrière de joueur et se consacre à ses affaires. Au total, il aura disputé 90 matchs en première division espagnole, pour 34 buts inscrits.

## Palmarès
- Coupe d'Espagne :
  - Vainqueur : 1940 avec le RCD Espanyol.
- Copa de Oro Argentina :
  - Vainqueur : 1945 avec le FC Barcelone.
- Championnat de Catalogne :
  - Champion : 1940 avec le RCD Espanyol.